# Ketín Vidal
Antonio Ketín Vidal Herrera (Marañón, 13 de junio de 1944) es un detective de la antigua Policía de Investigaciones del Perú y que actualmente es teniente general PNP en situación de retiro, político y abogado peruano. Fue Director de la Dirección Contra el Terrorismo (DIRCOTE), de 1991 a 1992; director general de la Policía Nacional del Perú (PNP), de 1996 a 1997; y ministro del Interior del Perú, de 2000 a 2001. Durante su gestión como Director de la DIRCOTE y gracias al trabajo del GEIN a cargo de Benedicto Jiménez, se dio la captura de Abimael Guzmán, líder de Sendero Luminoso, en 1992.

## Biografía
Nació en la provincia de Marañón, departamento de Huánuco. Cursó su educación primaria en Trujillo y la secundaria en Lima, en el Colegio Nacional Nuestra Señora de Guadalupe, donde ocupó el primer puesto, en todos los años lectivos.
En 1961 ingresó a la Facultad de Medicina de la Universidad Mayor de San Marcos pero al poco tiempo lo dejó para ingresar como precadete a la Escuela Militar de Chorrillos, habiendo cursado solo un año (1962), ingresando finalmente como alumno de la Escuela de Oficiales de Investigaciones de la Escuela Nacional de Investigación Policial de la otrora Policía de Investigaciones del Perú, de donde egresó el primero de enero de 1966 con el grado policial de Vigilante PIP habiendo sido además placa-insignia de honor de su promoción que llevaba el nombre de "Honor y Lealtad".
Se especializó en inteligencia en diversos centros del extranjero tales como el Scotland Yard o la escuela de inteligencia del KGB. Luego de una destacada labor como oficial de policía, en 1985 fue intempestivamente pasado a retiro, por su supuesta vinculación con la banda de narcotraficantes de los Rodríguez López. Llevó a la justicia su caso, logrando un fallo favorable de la Corte Suprema, que dispuso su readmisión en julio de 1988. En el ínterin, concluyó estudios de Derecho en la Universidad de San Marcos, graduándose y colegiándose como abogado. Por esos años trabajó en el estudio de abogados de su excompañero de la Escuela Militar, Vladimiro Montesinos, especializado en la defensa de narcotraficantes.
Se afirma que fue su vínculo con Montesinos lo que le llevó a las altas esferas del gobierno, bajo el gobierno de Alberto Fujimori, según el mismo Fujimori, fue él (Vidal) quien lo presentó a Vladimiro Montesinos. Fue jefe de contrainteligencia de 1990 a 1991, pasando luego a la Dirección Contra el Terrorismo (Dircote), primero como director ejecutivo (abril de 1991) y luego como director (noviembre de 1991). 
Durante su gestión contra los grupos terroristas hubo un logro importante gracias al Grupo Especial de Inteligencia (GEIN), cuyo jefe era el entonces mayor PNP Benedicto Jiménez Bacca, que luego de una labor impecable de inteligencia consiguió el 12 de septiembre de 1992 la captura de Abimael Guzmán Reynoso, líder de Sendero Luminoso, quien cayó junto con sus principales lugartenientes y una densa documentación comprometedora. Ello le valió a Vidal su ascenso al máximo grado de la policía, el de teniente general, así como ser merecedor de varias distinciones y condecoraciones. Se recuerda también su gesto de donar la parte que le correspondía del millón de dólares de la recompensa ofrecida por la captura de Abimael Guzmán, en beneficio de los niños huérfanos de Ayacucho. Tiempo después, se abriría la polémica sobre a quién en realidad correspondía el mérito de la llamada “captura del siglo”, si solo al GEIN encabezado por Benedicto Jiménez o también a Vidal. Este último arguye que fue solo con su llegada a la DIRCOTE cuando se empezaron a realizar cambios radicales en esta, tanto en aumento de personal como en mejoras de infraestructura, todo lo cual permitieron al GEIN realizar con éxito su labor.
Fue luego director general de la Policía Nacional del Perú de enero de 1996 a abril de 1997. En junio de este año solicitó su pase a retiro, declinando el cargo de agregado policial en Washington D. C., Estados Unidos.
Auroleado por su prestigio obtenido en la lucha antisubversiva, intentó organizar un partido político con miras a las elecciones generales del 2000, pero pronto abandonó esa idea para promover una candidatura unitaria que hiciera frente a la rerreelección de Fujimori. 
Tras la caída de Fujimori y el ascenso del gobierno transitorio de Valentín Paniagua, en noviembre del 2000, Vidal fue convocado para ocupar el cargo de ministro del Interior, en el gabinete presidido por el embajador Javier Pérez de Cuellar. En tal ejercicio, le correspondió ubicar y capturar al prófugo Vladimiro Montesinos, el cual, con la ayuda de la Interpol, fue ubicado en Caracas, Venezuela, siendo tramitada su captura el 23 de junio de 2001. El mismo Vidal se encargó de traer a Montesinos a Lima y entregarlo a la justicia. 
Finalizado el gobierno transitorio de Paniagua, Vidal se retiró de la política. Estuvo voceado para encabezar nuevamente el Ministerio del Interior tras el triunfo electoral de Ollanta Humala, pero ello no se concretó. 
En los últimos años solo ha hecho noticia por la demanda que entabló a su antiguo subordinado en la policía, el coronel (r) Benedicto Jiménez, quien en un artículo publicado el 22 de junio de 2004, en el diario Correo, titulado "Las manos chamuscadas de Julio Favre", le acusó de una serie de delitos graves, la mayoría por enriquecimiento ilícito y corrupción, así como de tener doble moral y de ser un oportunista. 
En el libro “La Hora Final” del periodista Carlos Paredes, se lo sindica como operador de Vladimiro Montesinos y de haber desviado fondos otorgados por Alberto Fujimori para la captura de los líderes de Sendero Luminoso. En dicho libro también se lo acusa de haber delatado al Coronel Manuel Tumba Ortega ante Abimael Guzmán Reynoso, líder del grupo terrorista Sendero Luminoso, como la persona que ideó que se le vista con un traje a rayas en la presentación de su captura ante la prensa. Días después de la delación (5 de noviembre de 1992) el Coronel Manuel Tumba fue ejecutado por seguidores de Abimael Guzmán en distrito de 
Surquillo.
También demandó judicialmente al periodista Carlos Paredes Rojas, autor de un libro sobre su persona, al que calificó de difamatorio; y al periodista Juan Carlos Tafur, por haberlo relacionado con la familia Sánchez Paredes.